# Capnodium elaeophilum
Capnodium elaeophilum è un fungo ascomicete. Provoca la fumaggine dell'olivo. 